# Protěž bažinná

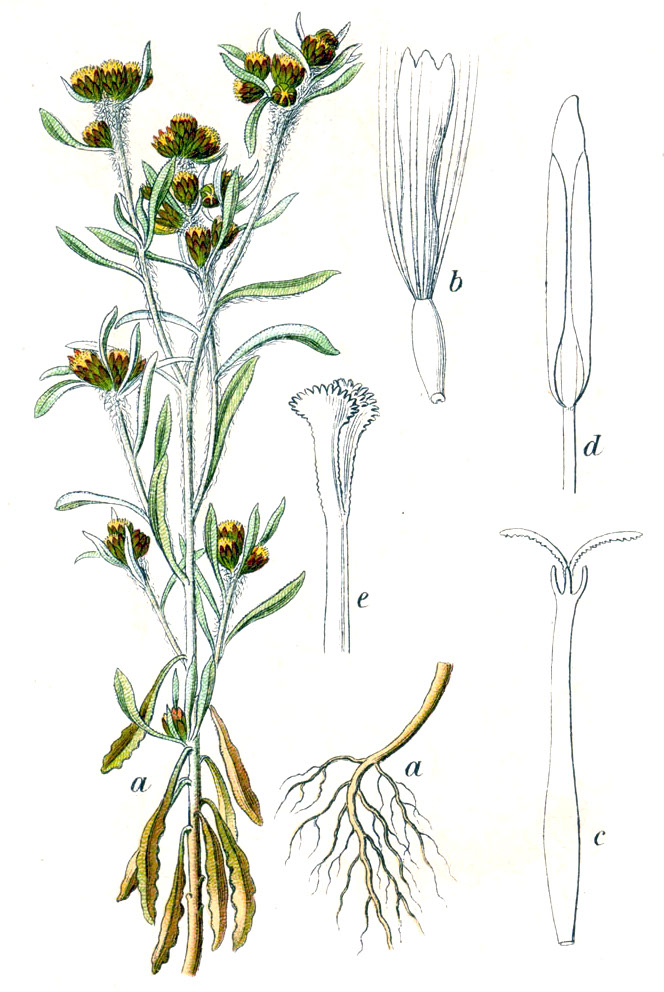
Vyobrazení protěže bažinné

Protěž bažinná (Gnaphalium uliginosum) je hojně rozšířená, jednoletá, vlhkomilná, planě rostoucí rostlina, která je v české přírodě hodnocená jako polní plevel. Je to jediný jednoletý druh rodu protěž.

## Rozšíření
Rostlina je rozšířena v celé Evropě včetně Islandu. Z Evropy se dále souvisle vyskytuje přes Malou, Přední a Střední Asii až na Dálný východ. Řídce se vyskytuje i v severní Africe. Zavlečena byla do Severní Ameriky kde se rozšířila v Kanadě, ve Spojených státech amerických i v Grónsku.
V České republice je hojný, nejvíce se vyskytuje v mezofytiku v rybnikářských oblastech na jihu Čech a jihu Moravy. Hlavní výskyt je v planárním stupni, nejvýše položená lokalita, kde byl v české přírodě zjištěn, leží v nadmořské výšce okolo 1200 m.

## Ekologie
Typická rostlina podmáčených a vlhkých stanovišť, obvykle roste na a podél řídce zapojených lesních a polních cest, na březích řek a vodních nádrží, na dnech letněných rybníků, v rašeliništích a bažinatých místech, obvyklá je v proláklinách kde po deštích stojí voda. Častá je na půdách vlhčích, humózních a dobře zásobených živinami, přednost dává dlouhodobě nevápněným, snáší i zasolené okolo cest.

## Popis
Jednoletá, nejvýše 20–30 cm vysoká bylina, která bývá plstnatě chlupatá nebo olysalá. Vyrůstá z rozvětveného kořenového systému, který je v zamokřených půdách mělký, ale ve vysýchavých může sahat do hloubky až 15 cm. Lodyha je přímá či vystoupavá a od spodu bohatě větvená, spodní větve jsou obvykle kruhovitě rozložené a poléhavé. Nemá sterilních nekvetoucích výběžků. Je porostlá přitisklými, celokrajnými, jednožilovými, měkkými šedoplstnatými listy, které jsou podlouhle vejčité, kopisťovité až kopinaté. Spodní listy, které brzy usychají, bývají 20 až 40 mm dlouhé a 2 až 4 mm široké, směrem vzhůru jsou další listy postupně kratší a užší.
Na vrcholech lodyh a jejich větví vyrůstá ve vrcholových klubkách tři až deset přisedlých květních úborů velkých jen asi 3 mm, jsou podepřeny zvětšenými listeny převyšujícími květenství. Květní lůžko úboru je ploché, bez plevek a nese nažloutle bílé květy. Ve středu je pět až osm oboupohlavných květů s pěticípou nálevkovitou nebo trubkovitou korunou. Po okraji lůžka je osmdesát až sto droboučkých samičích květů s niťovitou korunou. Pohárkovitý zákrov je víceřadý, jeho podlouhlé, lysé a nestejně dlouhé listeny jsou nazelenalé a po okrajích nahnědlé. Rostliny kvetou v červenci až září. Chromozomové číslo je x = 7.

## Rozmnožování
Rozmnožují se výhradně generativně. Na jedné rostlině postupně dozrává až 500 nažek, které jsou světle hnědé, podlouhlé a zploštělé. Bývají asi 0,6 mm dlouhé a mají jednořadý opadavý chmýr, jsou lehké a snadno je roznáší vítr. Nažky nejsou dormantní a mohou na vlhké půdě klíčit po celý rok, rostliny vyklíčené na podzim obvykle zimu nepřežijí. V půdě si podrží životnost přibližně pěti let.

## Význam
Protěž bažinná má vysoký obsah flavonoidů, tříslovin, silic, pryskyřic a celého komplexu vitamínů. V lidovém léčitelství se hojně používá hlavně k léčbě vysokého krevního tlaku. V ruském lékopise je vedena jako oficiální droga „Herba Gnaphalii uliginosi“ – nať protěže bažinné.
Na polích se vyskytuje jako plevel, zarůstá okopaniny, strniště a úhory, indikuje zamokřené a utužené půdy. Roste převážně na podmáčených místech, na kterých se plodinám příliš nedaří, nezpůsobuje podstatné škody. Navíc vyrůstá až v době, kdy jsou kulturní rostliny již vzrostlé. Drenážování zamokřených lánů tento plevel z polí zcela vytlačuje.

## Galerie

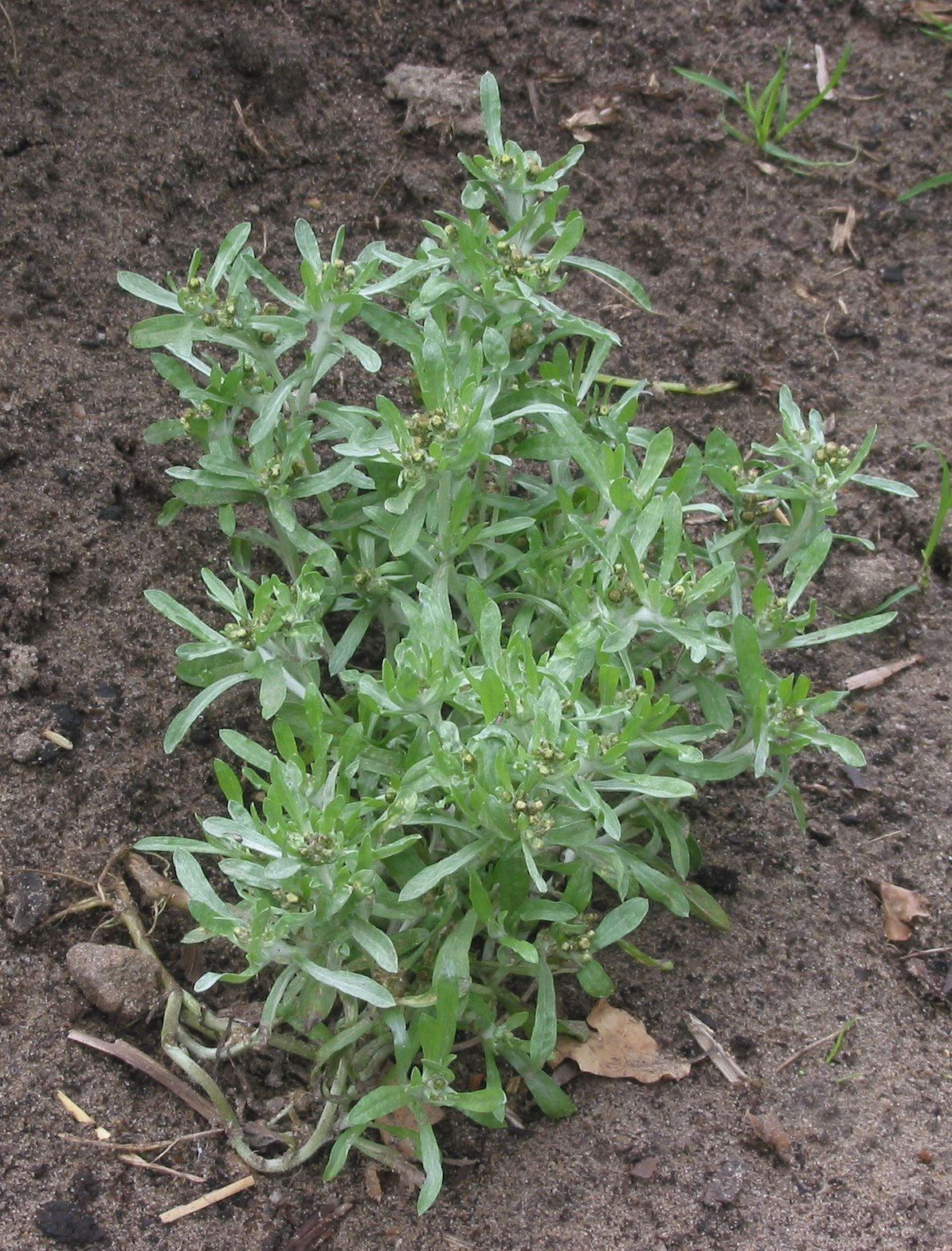
Statná rostlina
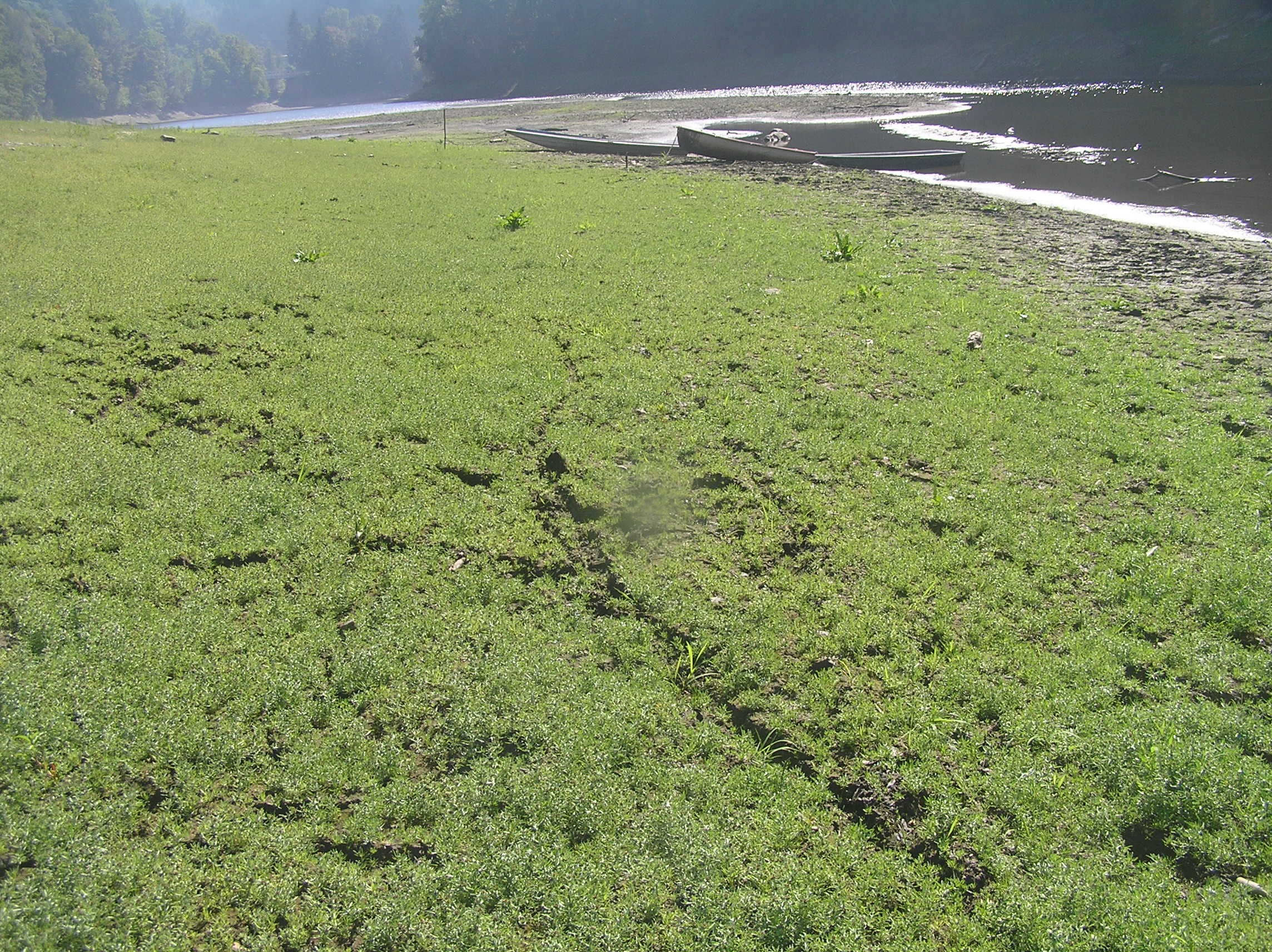
Břeh porostlý protěži bažinnou
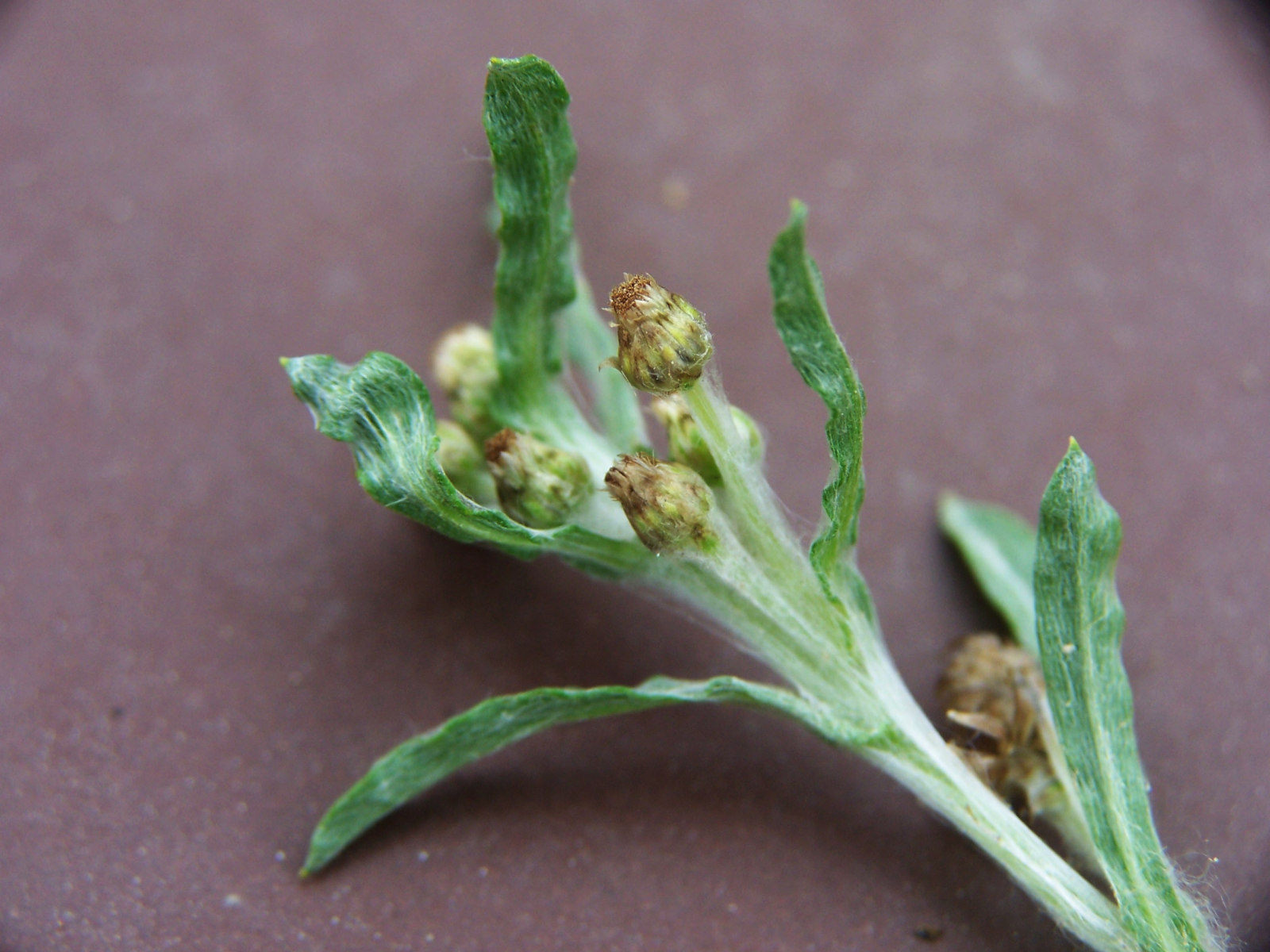
Květenství s úbory
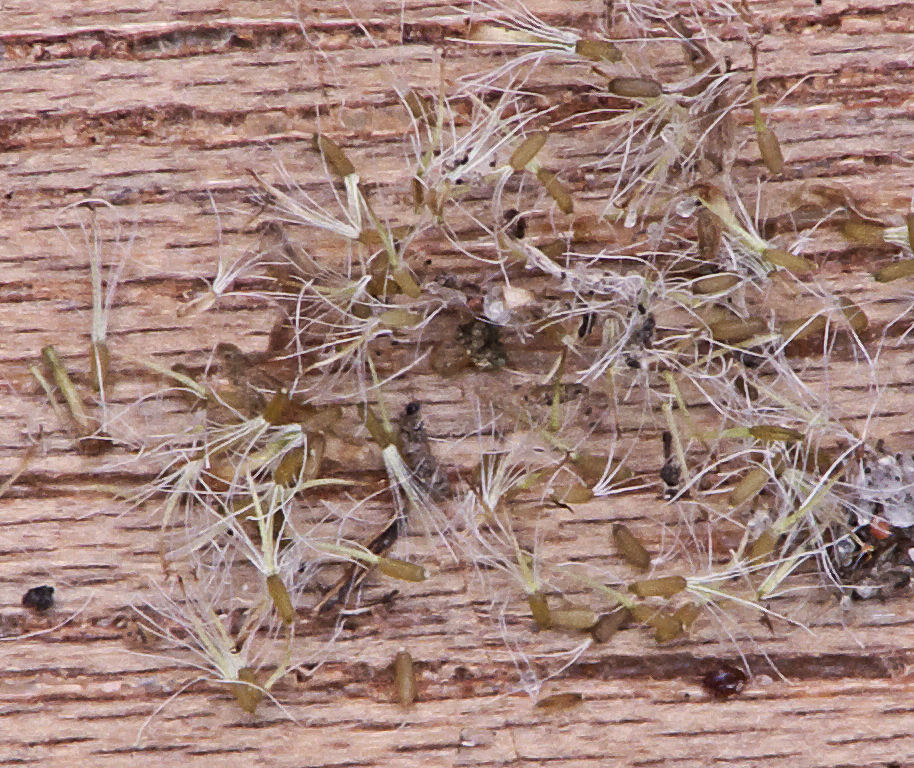
Nažky s chmýrem